# 温州快速公交

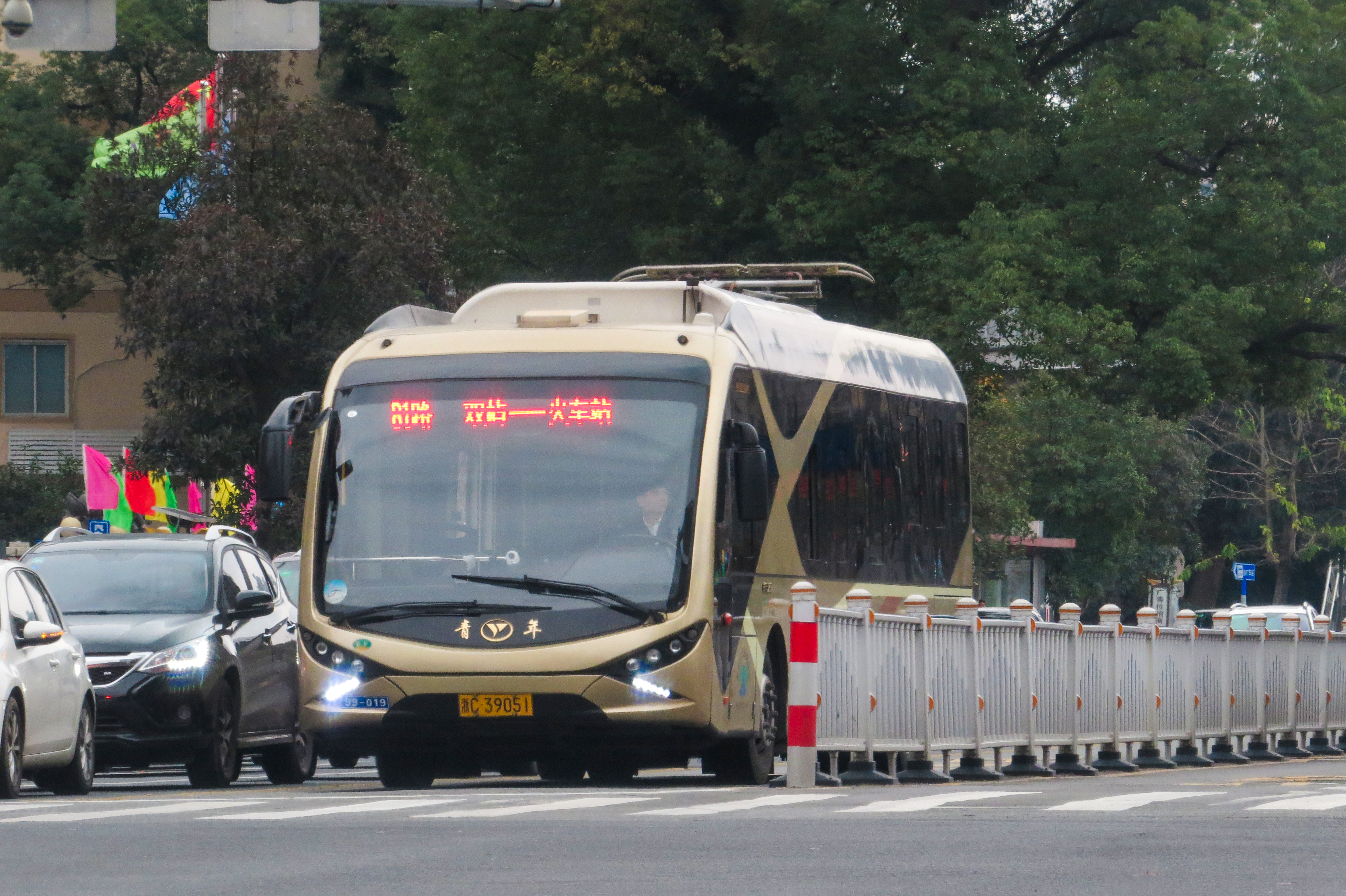
温州快速公交B1路最初使用的青年尼奥普兰都市航线单机客车；现用于B1区间及B2路

温州快速公交，是浙江省温州市的快速公交系统，该系统广义上包括快速公交主线设施及使用快速公交设施的线路，采用路中专道侧式站台或路侧专道侧式站台设计。目前2条主线及大量支线、接驳线正在运营。首条快速公交线路（B1路火车站-双屿枢纽段）于2015年12月27日起投入试运营。

## 线路

### 一号线及其支线
温州快速公交一号线（B1线）于2015年12月27日起试运营，当时线路起始于双屿公交枢纽，终止于温州火车站。线路全长约13千米，单程预计用时40分钟，共17对（只）站点、2个首末站。除首末站外，其余车站均为路中专道侧式车站。同时在一号线的基础上规划辅以13条支线以方便市民的出行，2015年12月27日至30日陆续开通1条支线、调整8条公交线路为BRT支线，2016年2月26日至27日陆续调整4条公交线路为BRT支线。一号线主线（B1路）投入运营的车辆均为更加环保的纯电动车。快速公交一号线专用道的专用时段为上午6时至晚上10时。
2017年12月，B1路投入部分纯电动新车。
2018年2月8日，B1路由双屿延伸到温州火车南站并延长运营时间，同时加开往返双屿与温州站的B1区间。延伸段部分路段不设专用道，其余路段设路中专道及侧式站台。

### 二号线及其接驳线
温州快速公交二号线（B2线）于2018年2月13日起运营，行驶线路是以会展中心为首末站的环线，全长14公里。由于顺逆时针行驶停靠站点不同分为内外两个环线。这一线路开通时便只在一部分的路段设有快速公交专用道、快速公交车站，而其中与一号线共用的快速公交车站可免费换乘其他线路，其余快速公交车站、普通公交站均以普通公交站的模式使用。经过快速公交二号线所新建快速公交站台的其他公交线路被称为“BRT接驳线”。
2018年7月18日起，由于客流较少，末班时间被从21:00提早到了18:30。
2018年7月29日起，B2路调整经过新田园片区和市民中心，调整的路段不设专用道和快速公交站。而随着B2路不再经过汤家桥北路北段，此段快速公交专用道和快速公交车站从此无快速公交主线途经。
| 类型                     | 线路   | 原线路名 | 当前起讫站                                            | 改作/开通BRT时间 |
| ------------------------ | ------ | -------- | ----------------------------------------------------- | ---------------- |
| 主线                     | B1路   | （新辟） | 火车南站-火车温州站 B1区间：双屿-火车温州站（高峰线） | 2015年12月27日   |
| 支线                     | B101路 | （新辟） | 双屿-状元                                             | 2015年12月27日   |
| 支线                     | B102路 | 81路     | 火车南站-新城客运站                                   | 2015年12月28日   |
| 支线                     | B103路 | 2路      | 双屿-状元                                             | 2015年12月30日   |
| 支线                     | B104路 | 53路     | 高教园区-水心汇昌                                     | 2015年12月27日   |
| 支线                     | B105路 | 106路    | 富尔玛建材商场-新屿                                   | 2015年12月30日   |
| 支线                     | B106路 | 65路     | 新屿-会展中心                                         | 2015年12月29日   |
| 支线                     | B107路 | 32路     | 双屿双岙-蒲州                                         | 2015年12月27日   |
| 支线                     | B108路 | 45路     | 火车南站-城东公交                                     | 2015年12月29日   |
| 支线                     | B109路 | 78路     | 火车南站-火车温州站                                   | 2015年12月28日   |
| 支线                     | B110路 | 33路     | 黎明立交桥-高新科技园（高峰线）                       | 2016年2月26日    |
| 支线                     | B111路 | 38路     | 高教园区-西站                                         | 2016年2月26日    |
| 支线                     | B112路 | 42路     | 水心汇昌-城东公交                                     | 2016年2月27日    |
| 支线                     | B113路 | 93路     | 渊渟路-杨府山                                         | 2016年2月27日    |
| 主线                     | B2路   | （新辟） | 会展中心环线                                          | 2018年2月13日    |
| 接驳线数量众多，不再列出 |        |          |                                                       |                  |